# 工藤信一良
工藤 信一良（くどう しんいちろう、1906年4月17日 - 1981年7月23日）は、日本の実業家、パシフィック・リーグ元会長。京都府京都市出身。

## 来歴・人物
1939年に京都帝国大学英文学科を卒業し、毎日新聞社に入社した。取締役、東京本社編集局長、副社長を歴任した後に、1968年1月には、相談役を務めた。1949年の大リーグのサンフランシスコ・シールズの招聘と毎日オリオンズの創設に尽力した。
1974年から1978年までにNHK経営委員会委員長を務め、1978年10月1日からパシフィック・リーグ会長に就任し、エキサイティング・リーグ「パ」のキャンペーンを繰り広げるなど、パ・リーグの観客動員の増加に力を入れた。
1976年4月に勲二等旭日重光章を受章。
1981年7月23日、会長在任中に脊髄腫瘍のため75歳で死去した。
湯川秀樹とは京都府立京都第一中学校の頃からの同級生で親交もあった。